# Colonia Morelos, Cerro Azul
Colonia Morelos är en ort i Mexiko.   Den ligger i kommunen Cerro Azul och delstaten Veracruz, i den sydöstra delen av landet, 240 km nordost om huvudstaden Mexico City. Colonia Morelos ligger 168 meter över havet och antalet invånare är 392.
Terrängen runt Colonia Morelos är kuperad åt nordost, men åt sydväst är den platt. Runt Colonia Morelos är det ganska glesbefolkat, med 36 invånare per kvadratkilometer. Närmaste större samhälle är Temapache, 14,8 km sydost om Colonia Morelos. Trakten runt Colonia Morelos består till största delen av jordbruksmark.